# Bernmühle (Neunburg vorm Wald)
Bernmühle ist ein Ortsteil der Stadt Neunburg vorm Wald im Landkreis Schwandorf in Bayern.

## Geographie
Bernmühle liegt circa fünf Kilometer südöstlich von Neunburg vorm Wald am Rötzerbach. Dieser entsteht etwa vier Kilometer weiter östlich bei Stettnermühle aus dem Zusammenfluss von Multbach und Hückbach. Er mündet ungefähr sechs Kilometer weiter nordwestlich in Neunburg vorm Wald in die Schwarzach.

## Geschichte
Es wird vermutet, dass der Name der Bernmühle verschiedene Ursprünge hat. Einerseits kann er sich vom Namen ihres Besitzers Bero ableiten, andererseits kann es sein, dass die Besitzer der Bernmühle zur Haltung eines Zuchtebers (= Watz, Bär, Bän, Bern) verpflichtet waren.
Am 23. März 1913 war Bernmühle Teil der Pfarrei Neunburg vorm Wald, bestand aus einem Haus und zählte sechs Einwohner.
Am 31. Dezember 1990 hatte Bernmühle drei Einwohner und gehörte zur Pfarrei Neunburg vorm Wald.